# Masters de París 1974
El Abierto de París 1974 fue un torneo de tenis jugado sobre moqueta. Fue la edición número 6 de este torneo. Se celebró entre el 28 de octubre y el ¿? de noviembre de 1974. 

## Campeones

### Individuales masculinos
Brian Gottfried vence a  Eddie Dibbs 6–3, 5–7, 8–6, 6–0.

### Dobles masculinos
Patrice Dominguez /  François Jauffret vencen a  Brian Gottfried /  Raúl Ramírez, 7–5, 6–4.
| Predecesor: París 1973 | Masters de París 1974 | Sucesor: París 1975 |